# Избрани места от кореспонденцията с приятели
„Избрани места от кореспонденцията с приятели“ (на руски: Выбранные места из переписки с друзьями) е сборник с писма на украинско-руския писател Николай Гогол, издаден през 1846 година.
В продължение на няколко години след публикуването на успешната първа част на романа „Мъртви души“ Гогол пътува в Западна Европа, опитвайки се да работи върху негово продължение, като, изглежда, коренно променя своя мироглед в консервативна и религиозна посока. В сборника под формата на писма до свои читатели той се опитва да представи тези промени. Излизането на „Избрани места“ е посрещнато с шумна изненада в руските литературни среди, като много почитатели на „Мъртви души“, сред които и известният критик Висарион Белински, обвиняват Гогол в превръщането му в панегирист на назадничавите нрави. Самият Гогол, изглежда, остава потресен от тази реакция и не публикува нищо до края на живота си шест години по-късно.
„Избрани места от кореспонденцията с приятели“ е издадена на български през 2007 година в превод на Ася Григорова.